# Campionati africani di atletica leggera 2018 - Staffetta 4×400 metri femminile
La staffetta 4×400 metri femminile ai campionati africani di atletica leggera di Asaba 2018 si è svolta il 5 agosto allo Stadio Stephen Keshi.

## Risultati

### Finale
| Class   | Nazione  | Atlete                                                                        | Tempo   | Note             |
| ------- | -------- | ----------------------------------------------------------------------------- | ------- | ---------------- |
| Oro     | Nigeria  | Patience Okon George, Abike Egbeniyi, Folashade Abugan, Yinka Ajayi           | 3:31.17 |                  |
| Argento | Kenya    | Maureen Jelagat, Hellen Syombua, Navian Michira, Veronica Mutua               | 3:35.45 |                  |
| Bronzo  | Zambia   | Quincy Malekani, Abygirl Sepiso, Majory Chisanga, Rhodah Njobvu               | 3:38.18 | Record nazionale |
| 4       | Botswana | Goitseone Seleka, Loungo Matlhaku, Tsaone Sebele, Galefele Moroko             | 3:42.16 |                  |
| 5       | Etiopia  | Worknesh Mesele, Gebreyohannis Firezewa, Gebeyanesh Gadecha, Frehiywot Wondie | 3:44.84 |                  |
| 5       | Camerun  | Audrey Nkansao, Lilian Nguetsa, Ngouyaka Angounou, ?                          | 3:45.63 |                  |
| N.D.    | Senegal  |                                                                               | dns     |                  |
| N.D.    | Uganda   |                                                                               | dns     |                  |